# Colocolo (chef mapuche)
Colocolo (du mapudungun colocolo, chat de montagne) est un chef Mapuche à l'époque de la guerre d’Arauco. Il est notamment une figure prééminente du poème La Araucana d'Alonso de Ercilla. Néanmoins, on dispose de peu d'éléments historiques sur sa vie et certains éléments demeurent controversés.

## Traces historiques
Si Pedro Mariño de Lobera le liste parmi les chefs qui se soumirent à Pedro de Valdivia après la bataille de Penco, Jerónimo de Vivar dans sa Chronique du Royaume de Chili (1558), place Colo Colo parmi les candidats pour diriger les 6 000 guerriers Mapuche après la Bataille de Tucapel. 
Combattant l'armée de Francisco de Villagra à la bataille de Marihueñu, il se serait rendu à García Hurtado de Mendoza, après la bataille de Quiapo en 1559. En 1561, Colo Colo est décrit par Alonso de Góngora Marmolejo, comme étant le chef en Arauco et comme un ami proche des Espagnols. Conseiller du gouverneur Pedro de Villagra, au début de la seconde grande révolte Mapuche, il aurait ensuite pris les commandes de la rébellion, lui permettant de mener avec succès des sièges de places fortes espagnoles en Arauco et à Los Infantes.

## Un symbole moderne
Colocolo, notamment grâce au poème d'Ercilla, est devenu un symbole de sagesse et d'héroïsme, tant chez les Mapuches que pour l'ensemble des Chiliens. Le club de football le plus populaire au Chili, Colo-Colo, porte son nom.